# Omar Rudberg
Omar Josué Rudberg González (Anaco, 12 de noviembre de 1998) es un cantante y actor venezolano-sueco conocido internacionalmente por interpretar a Simon, personaje principal de la serie Jóvenes altezas de Netflix estrenada en julio de 2021, y nacionalmente en Suecia como cantante y exmiembro de la boy band FO&O y por haber participado en las ediciones de 2017, 2019 y 2022 del Melodifestivalen.

## Biografía
Nació en Anaco, Venezuela y creció en Puerto La Cruzhasta su mudanza a Åsa (Kungsbacka, Suecia) con su madre a los seis años. En repetidas ocasiones Omar comentó lo difícil que fue para él cambiar de país, cultura e idioma siendo el único niño latino en su escuela, donde sufrió bullying por su color de piel y cabello ondulado, suceso que además le obligó a reprimir su propia cultura hasta más grande.[cita requerida]

## Trayectoria
Participó en la edición de Talang de 2010, que se transmitió en TV4. Fue miembro de la boyband FO&O entre 2013 y 2017. Actuó en el Melodifestivalen 2017 de SVT junto con su banda, llegando a la final con la canción «Gotta Thing About You». En 2017 el grupo reveló que estaba a punto de disolverse.
En 2018 empezó su carrera en solitario firmando contrato con TEN Music Group, lanzó el sencillo "Qué pasa", acompañado del rapero sueco Lamix; le seguiría "La mesa," junto al rapero sueco Elias Hurtig. Más tarde, se reveló que participaría en Melodifestivalen 2019 con la canción "Om om och om igen". Aunque esta no se clasificó en las semifinales, le dio a Rudberg su primer éxito en solitario entre los 20 temas más escuchados de Suecia.[cita requerida]
En el 2020, Omar lanzó el sencillo "Dum", "Jag e nån annan" y "Läppar." En noviembre de ese mismo año, se anunció que Rudberg había sido elegido para coprotagonizar junto a Edvin Ryding: Young Royals, una serie dramática de Netflix sobre las adolescencias, el descubrimiento del amor, el clasismo, el racismo y sobre todo la vida de las elites suecas.
En julio de 2021, debutó la primera temporada de Young Royals en Netflix. Paralelamente a la serie, Omar lanzó "Omar Covers", con versiones de las canciones que canta su personaje Simon Erikson en la serie. Ese mismo año también lanzó el sencillo "Alla ba ouff" y su versión en español "Yo dije ouff."
En mayo de 2022, Rudberg lanzó su primer álbum solista OMR, el cual contó con el sencillo que lanzó a principios del mismo año "Mi casa su casa", y el tema "Moving Like That" con el que participó en Melodifestivalen 2022. En junio lanzó el sencillo "Nakna" con Victoria Nadine, seguido de "Todo de ti (All That She Wants)" en julio. En noviembre de 2022, la segunda temporada de Young Royals debutó en Netflix. Paralelamente a la temporada, lanzó el sencillo "Simon's Song", la canción original escrita para el programa.

##### 2023
En enero, lanzó el sencillo "Call Me by Your Name" con Claudia Neuser. En marzo, Rudberg lanzó el sencillo "I'm So Excited", que incluía la versión en vivo de esta canción que Rudberg interpretó en febrero en la QX Gay Gala 2023. Adicionalmente, en marzo, Rudberg lanzó el EP "Mi Casa Su Casa (Remixes)."
En abril de ese mismo año Rudberg lanzó el sencillo "She Fell in Love In the Summer" y también fue nombrado el "Hombre Mejor Vestido del Año" en la gala anual de la revista sueca Elle. En junio, Rudberg publicó la versión acústica de "She Fell In Love In The Summer." También apareció en FDVM en su sencillo "All In My Head". Y por si fuera poco en junio, también Omar lanzó el sencillo "Happier".
En julio, Rudberg lanzó el sencillo "She Fell In Love In The Summer (Additional Versions)". En septiembre, publicó "Happier (Remixes)". En octubre, lanzó "Coast Side (Carousel Remix),que se usó en los créditos finales de "Karusell". La pelicula "Karusell" se estrenó en los cines primero en Suecia y luego en otros países, actualmente en 2024 llegó a países latinoamericanos. Además, en octubre, Rudberg lanzó el sencillo "Off My Mind" (con Jubël).
En noviembre, Rudberg actualizó sus perfiles en las redes sociales para indicar que estaba representado por la Agencia Jubel, una agencia de artistas independientes con sede en Suecia, y anunció un próximo concierto en vivo en solitario. En diciembre, Rudberg apareció en tres episodios del reality show sueco Så mycket bättre, donde interpretó tres nuevas canciones inspiradas en las canciones de otros invitados, incluidas "Om du inte fanns (Don't Wait)", "Höj ett glas (Fanfar )" y "Min första (Siempre seré tu soldado)". Estas canciones se publicaron como EP Så mycket bättre 2023 – Tolkningarna. También en 2023, la revista Café eligió a Rudberg como el hombre mejor vestido de Suecia. Ese mismo mes, Omar Rudberg lanzó su propia empresa de productos de belleza, denominada OMR Beauty.

##### 2024
Paralelamente al lanzamiento del EP Så mycket bättre 2023 – Tolkningarna, Rudberg lanzó en enero vídeos musicales que correspondían a las tres canciones, así como un vídeo musical completo, todos los cuales presentaban una historia con una pareja de lesbianas.
El 17 de febrero de 2024, Rudberg realizó su primer concierto en vivo en solitario en Estocolmo, Suecia, en el Cirkus Arena, ante un lugar con entradas agotadas y una audiencia estimada de 1.600 personas provenientes de más de 40 países. Este concierto de 90 minutos incluyó canciones de su discografía y contó con una nueva canción llamada "Red Light". En su concierto intervinieron los artistas suecos Jubël y Mapei.
En marzo, Omar anunció a través de sus plataformas de redes sociales que había sido invitado a la 96.ª edición de los Premios de la Academia y apareció en la alfombra roja. También en marzo, la tercera temporada de Young Royals debutó en Netflix junto con un documental sobre la creación del programa llamado Young Royals Forever. Rudberg compartió en entrevistas que pronto firmaría con un sello discográfico de EE. UU. como sello adicional junto con TEN y actualizó sus plataformas de redes sociales para indicar que estaba siendo representado por Elektra Records.
En mayo, Omar lanzó el sencillo "Red Light". En una entrevista con Musikindustrin, TEN Music Group compartió que habían firmado una licencia directa con Elektra Entertainment que permite que la música de Omar Rudberg se publique en todo el mundo fuera de los países nórdicos. "Red Light" fue la primera canción de Omar lanzada bajo este acuerdo de licencia y se convirtió en su primer lanzamiento internacional oficial.
A principios de junio, Omar realizó un concierto solista en vivo en el parque de atracciones Gröna Lund en Estocolmo, Suecia. También se presentó en el evento School's Out en Söderhamn, Suecia. Rudberg se asoció con Cover Nation durante el mes del Orgullo para cantar una versión de la canción "Sorry" de Madonna, que interpretó en lo alto de la azotea de Nordiska Kompaniet en Estocolmo. Participó en PROUD SOUND, un campamento de escritura de varios días en el Reino Unido para artistas queer .[cita requerida]
El honor al día del orgullo LGBTQ+ el 28 de junio, Rudberg publicó dos nuevos sencillos, "Talk" y "Bye Bye" bajo el sello Elektra Records y recibió una mención en Rolling Stone y Teen Vogue. [cita requerida]
También lanzó un vídeo musical para "Talk", en el que aparece él mismo y el actor y bailarín sueco Ruben Karsberg en una historia queer y coqueta ambientada en Estocolmo que muestra a Rudberg y Karsberg actuando junto a otros cuatro bailarines.[cita requerida]

## Gira  2024
El 25 de junio, Omar anunció a través de sus plataformas de redes sociales que realizaría su primera gira Europea centrista y Estadounidense como solista a partir de octubre de 2024 con espectáculos planificados en países como Reino Unido, Francia, Países Bajos, Alemania y dos ciudades de Estados Unidos: Nueva York y Los Ángeles.[cita requerida]
| Fecha          | Ciudad, País                 | Lugar del evento           | Capacidad (Sin incluir VIP)   |
| -------------- | ---------------------------- | -------------------------- | ----------------------------- |
| 21 de octubre  | Londres, Reino Unido         | Heaven                     | 1800 personas[cita requerida] |
| 23 de octubre  | París, Francia               | Badaboum                   | 600 personas[cita requerida]  |
| 24 de octubre  | Ámsterdam, Países Bajos      | Melkweg                    | 1500 personas[cita requerida] |
| 25 de octubre  | Colonia, Alemania            | Club Bahnhof Ehrenfeld     | 530 personas[cita requerida]  |
| 28 de octubre  | Brooklyn, NY, Estados Unidos | Music Hall of Williamsburg | 650 personas[cita requerida]  |
| 4 de noviembre | Los Ángeles, Estados Unidos  | "El Rey" Theatre           | 770 personas[cita requerida]  |

## Vida personal
Omar ha declarado que no desea etiquetar su sexualidad, ya que se enamora de la persona sin importar el género; ha salido con chicas y chicos indistintamente.

## Discografía

### EP
| Nombre      | Detalles                                      | Año  | Canción                          |
| ----------- | --------------------------------------------- | ---- | -------------------------------- |
| Omar Covers | - Lanzamiento: 9 de julio - Discográfica: TEN | 2021 | "It Takes A Fool To Remain Sane" |
| Omar Covers | - Lanzamiento: 9 de julio - Discográfica: TEN | 2021 | "Symphony"                       |
| Omar Covers | - Lanzamiento: 9 de julio - Discográfica: TEN | 2021 | "Remember"                       |

| Nombre                               | Detalles                                           | Año  | Canciones                              |
| ------------------------------------ | -------------------------------------------------- | ---- | -------------------------------------- |
| Så mycket bättre 2023 – Tolkningarna | - Lanzamiento: 11 de diciembre - Discográfica: TEN | 2023 | "Om du inte fanns (Don't Wait)"        |
| Så mycket bättre 2023 – Tolkningarna | - Lanzamiento: 11 de diciembre - Discográfica: TEN | 2023 | "Höj ett glas (Fanfar)"                |
| Så mycket bättre 2023 – Tolkningarna | - Lanzamiento: 11 de diciembre - Discográfica: TEN | 2023 | "Min första (Siempre seré tu soldado)" |

| Nombre              | Detalles                                                             | Año  | Canciones          |
| ------------------- | -------------------------------------------------------------------- | ---- | ------------------ |
| Every Night Fantasy | - Lanzamiento: 18 de octubre - Discográficas: Atlantic Records / TEN | 2024 | "Talk"             |
| Every Night Fantasy | - Lanzamiento: 18 de octubre - Discográficas: Atlantic Records / TEN | 2024 | "Girlfriend"       |
| Every Night Fantasy | - Lanzamiento: 18 de octubre - Discográficas: Atlantic Records / TEN | 2024 | "Bye bye"          |
| Every Night Fantasy | - Lanzamiento: 18 de octubre - Discográficas: Atlantic Records / TEN | 2024 | "Red light"        |
| Every Night Fantasy | - Lanzamiento: 18 de octubre - Discográficas: Atlantic Records / TEN | 2024 | "Lose me"          |
| Every Night Fantasy | - Lanzamiento: 18 de octubre - Discográficas: Atlantic Records / TEN | 2024 | "Wrong"            |
| Every Night Fantasy | - Lanzamiento: 18 de octubre - Discográficas: Atlantic Records / TEN | 2024 | "Sabotage"         |
| Every Night Fantasy | - Lanzamiento: 18 de octubre - Discográficas: Atlantic Records / TEN | 2024 | "Luz roja" (Bonus) |

### Álbum
| Nombre | Detalles                                              | Año  | Canción            | Nota                        |
| ------ | ----------------------------------------------------- | ---- | ------------------ | --------------------------- |
| OMR    | - Lanzamiento: 27 de mayo de 2022 - Discográfica: TEN | 2022 | "In the Sunrise"   |                             |
| OMR    | - Lanzamiento: 27 de mayo de 2022 - Discográfica: TEN | 2022 | "Mama"             |                             |
| OMR    | - Lanzamiento: 27 de mayo de 2022 - Discográfica: TEN | 2022 | "Coast Side"       |                             |
| OMR    | - Lanzamiento: 27 de mayo de 2022 - Discográfica: TEN | 2022 | "Mi Casa Su Casa"  |                             |
| OMR    | - Lanzamiento: 27 de mayo de 2022 - Discográfica: TEN | 2022 | "La Incondicional" | Junto con Benjamín Ingrosso |
| OMR    | - Lanzamiento: 27 de mayo de 2022 - Discográfica: TEN | 2022 | "Pull Up"          |                             |
| OMR    | - Lanzamiento: 27 de mayo de 2022 - Discográfica: TEN | 2022 | "Que Puedo Hacer?" |                             |
| OMR    | - Lanzamiento: 27 de mayo de 2022 - Discográfica: TEN | 2022 | "Como Ayer"        |                             |
| OMR    | - Lanzamiento: 27 de mayo de 2022 - Discográfica: TEN | 2022 | "Breathe"          |                             |
| OMR    | - Lanzamiento: 27 de mayo de 2022 - Discográfica: TEN | 2022 | "Moving Like That" |                             |

### Sencillos
| Título                                                 | Año  | Máximo de posiciones | Certificaciones |
| Título                                                 | Año  | SWE                  | Certificaciones |
| ------------------------------------------------------ | ---- | -------------------- | --------------- |
| "Que pasa" (featuring Lamix)                           | 2018 | —                    |                 |
| "La mesa" (featuring Elias Hurtig)                     | 2018 | —                    |                 |
| Du är där (featuring Sakarias)                         | 2018 | —                    |                 |
| "Om om och om igen"                                    | 2019 | 11                   | GLF: Gold       |
| "På min telephone toda la noche"                       | 2019 | —                    |                 |
| "Dum"                                                  | 2020 | 59                   | GLF: Gold       |
| "Jag e nån annan"                                      | 2020 | —                    |                 |
| "Läppar"                                               | 2020 | —                    |                 |
| Dale bye (Dale bye)                                    | 2020 | —                    |                 |
| "Alla ba ouff"                                         | 2021 | —                    |                 |
| "It Takes a Fool to Remain Sane"                       | 2021 | —                    |                 |
| "Yo Dije OUFF"                                         | 2021 | —                    |                 |
| "Mi Casa Su Casa"                                      | 2022 | —                    |                 |
| "Moving Like That"                                     | 2022 | 57                   |                 |
| "La Incondicional" (featuring Benjamin Ingrosso)       | 2022 |                      |                 |
| "Nakna, feat. Victoria Nadine"                         | 2022 |                      |                 |
| "Todo de ti (All That She Wants)"                      | 2022 |                      |                 |
| "Simon's Song"(from the Netflix Series Young Royals)   | 2022 | 43                   |                 |
| "Call Me By Your Name (feat. Claudia Neuser)"          | 2023 |                      |                 |
| "I'm So Excited"                                       | 2023 |                      |                 |
| "I'm So Excited (Club Version)"                        | 2023 |                      |                 |
| "Mi Casa Su Casa (Remixes)"                            | 2023 |                      |                 |
| "She Fell In Love In The Summer"                       | 2023 |                      |                 |
| "All In My Head" (FDVM featuring Omar Rudberg)         | 2023 |                      |                 |
| Happier                                                | 2023 |                      |                 |
| "She Fell In Love In The Summer (Acosutic Version)"    | 2023 |                      |                 |
| "She Fell In Love In The Summer (Additional Versions)" | 2023 |                      |                 |
| Happier (12 Remixes)                                   | 2023 |                      |                 |
| Red Light                                              | 2024 |                      |                 |
| Sorry (Madonna Cover)                                  | 2024 |                      |                 |
| Talk                                                   | 2024 |                      |                 |
| Bye bye                                                | 2024 |                      |                 |
| Sabotage                                               | 2024 |                      |                 |

## Filmografía
| Título               | Año       | Personaje      | Nota                                              | Ref.          |
| -------------------- | --------- | -------------- | ------------------------------------------------- | ------------- |
| Young Royals         | 2021-2024 | Simon Eriksson | Serie de televisión (en Netflix) tres temporadas. | [ 52 ] [ 53 ] |
| Karusell             | 2023      | Dante          | Película de terror                                | [ 54 ]        |
| Drag Race Sverige    | 2023      | Él mismo       | Episodio: "Juego de Arrebato" juez invitado       | [ 55 ]        |
| Young Royals Forever | 2024      | Él mismo       | Documental de la serie "Jóvenes Altezas"          |               |

## Premios y nominaciones
| Año  | Evento                                      | Categoría                         | Participan     | Resultado                |
| ---- | ------------------------------------------- | --------------------------------- | -------------- | ------------------------ |
| 2014 | MTV Europe Music Awards 2014                | Mejor Actuación Sueca             | "FO&O"         | Ganador[cita requerida]  |
| 2015 | MTV Europe Music Awards 2015                | Mejor Actuación Sueca             | "FO&O"         | Ganador[cita requerida]  |
| 2015 | MTV Europe Music Awards 2015                | Actuación mundial: Europa         | "FO&O"         | Nominado[cita requerida] |
| 2016 | MTV Europe Music Awards 2016                | Mejor Actuación Sueca             | "FO&O"         | Ganador[cita requerida]  |
| 2021 | Festival Internacional de Cine de Estocolmo | Estrella Emergente                | "Young Royals" | Nominado[cita requerida] |
| 2022 | QX Gaygala                                  | Mejor Dúo                         | "Young Royals" | Ganador[cita requerida]  |
| 2022 | Premios Kristallen                          | Mejor Actor de Reparto            | "Young Royals" | Nominado[cita requerida] |
| 2022 | Premios "Series Em Cena"                    | Mejor Actor en una Serie          | "Young Royals" | Ganador[cita requerida]  |
| 2022 | Premios "Series Em Cena"                    | Artista Latino del Año            | Él mismo       | Ganador[cita requerida]  |
| 2023 | QX GayGala                                  | Mejor Estrella de Televisión      | "Young Royals" | Nominado[cita requerida] |
| 2023 | QX GayGala                                  | Dúo del Año                       | "Young Royals" | Nominado[cita requerida] |
| 2023 | Premios Kristallen                          | Programa Favorito de la Audiencia | "Young Royals" | Nominado[cita requerida] |